# Afrikanska mästerskapen i fäktning 2016
Afrikanska mästerskapen i fäktning 2016 arrangerades mellan den 15 och 19 april 2016 i Alger i Algeriet. Det var den 16:e upplagan av afrikanska mästerskapen i fäktning.

## Medaljörer

### Herrar
| Gren                  | Guld                                                                          | Silver                                                          | Brons                                                                |
| Värja, individuellt   | Alexandre Bouzaid                                                             | Ayman Alaa El-Din                                               | Ahmed El-Saghir                                                      |
| Värja, individuellt   | Alexandre Bouzaid                                                             | Ayman Alaa El-Din                                               | Mahmoud Mohsen                                                       |
| Värja, lag            | Egypten Ahmed El-Saghir Ayman Alaa El-Din Mahmoud Mohsen Muhannad Saif El-Din | Senegal Alexandre Bouzaid Babacar Kadam Bourama Kéba Sagnan     | Algeriet Menouar Benreguia Mohamed Benyahia Maxime Cade Leo Hamcha   |
| Florett, individuellt | Alaaeldin Abouelkassem                                                        | Victor Sintès                                                   | Tarek Fouad                                                          |
| Florett, individuellt | Alaaeldin Abouelkassem                                                        | Victor Sintès                                                   | Mohamed Samandi                                                      |
| Florett, lag          | Egypten Alaaeldin Abouelkassem Tarek Fouad Mohamed Essam Mohamed Hamza        | Tunisien Heythem Bessaoud Mohamed Ayoub Ferjani Mohamed Samandi | Algeriet Yanis Baptiste Mabed Salim Heroui Youcef Madi Victor Sintès |
| Sabel, individuellt   | Mohab Shawky                                                                  | Farès Ferjani                                                   | Mostafa Ayman                                                        |
| Sabel, individuellt   | Mohab Shawky                                                                  | Farès Ferjani                                                   | Hichem Samandi                                                       |
| Sabel, lag            | Tunisien Ahmed Ferjani Farès Ferjani Hichem Samandi                           | Egypten Ahmed Amr Mostafa Ayman Ziad El-Sissy Mohab Shawky      | Algeriet Akram Bounabi Zin Eddine Heroui Acyl Maaziz Anis Maïri      |

### Damer
| Gren                  | Guld                                                               | Silver                                                                         | Brons                                                                               |
| Värja, individuellt   | Sarra Besbes                                                       | Gbahi Gwladys Sakoa                                                            | Nedjma Djouad                                                                       |
| Värja, individuellt   | Sarra Besbes                                                       | Gbahi Gwladys Sakoa                                                            | Maya Mansouri                                                                       |
| Värja, lag            | Egypten Nardin Ehab Salwa Gaber Shirwit Gaber Ayah Mahdy           | Tunisien Sarra Besbes Maya Mansouri Nesrine Ghrib Dorra Ben Jaballah           | Algeriet Nedjma Djouad Yousra Zebboudj Hanane Laggoune Yousra Rouibet               |
| Florett, individuellt | Inès Boubakri                                                      | Anissa Khelfaoui                                                               | Haïfa Jabri                                                                         |
| Florett, individuellt | Inès Boubakri                                                      | Anissa Khelfaoui                                                               | Youssra Zakarani                                                                    |
| Florett, lag          | Tunisien Inès Boubakri Haïfa Jabri Dorra Ben Jaballah Sarra Besbes | Algeriet Narimene El-Houari Anissa Khelfaoui Wassila Redouane Khadidja Zerabib |                                                                                     |
| Sabel, individuellt   | Azza Besbes                                                        | Mennatalla Ahmed Yasser                                                        | Sarah Atrouz                                                                        |
| Sabel, individuellt   | Azza Besbes                                                        | Mennatalla Ahmed Yasser                                                        | Abik Boungab                                                                        |
| Sabel, lag            | Tunisien Azza Besbes Khadija Chemkhi Yasmine Daghfous              | Algeriet Sonia Abdiche Sarah Atrouz Abik Boungab Amira El-Hafaia               | Egypten Mennatalla Ahmed Yasser Maryam El-Sawy Nada Hafez Nour Montaser Hassaballah |

## Medaljtabell
*   Värdland ( Algeriet)
| Nr                  | Nation              | Guld | Silver | Brons | Totalt |
| ------------------- | ------------------- | ---- | ------ | ----- | ------ |
| 1                   | Tunisien            | 6    | 3      | 4     | 13     |
| 2                   | Egypten             | 5    | 3      | 5     | 13     |
| 3                   | Senegal             | 1    | 1      | 0     | 2      |
| 4                   | Algeriet*           | 0    | 4      | 7     | 11     |
| 5                   | Elfenbenskusten     | 0    | 1      | 0     | 1      |
| 6                   | Marocko             | 0    | 0      | 1     | 1      |
| Totalt (6 nationer) | Totalt (6 nationer) | 12   | 12     | 17    | 41     |